# NGC 4058
NGC 4058 је лентикуларна галаксија у сазвежђу Девица која се налази на NGC листи објеката дубоког неба.
Деклинација објекта је + 3° 32' 53" а ректасцензија 12h 3m 48,9s. Привидна величина (магнитуда) објекта NGC 4058 износи 13,2 а фотографска магнитуда 14,1. NGC 4058 је још познат и под ознакама UGC 7036, MCG 1-31-17, CGCG 41-32, PGC 38124.